# Earth Orbit Stations
Earth Orbit Stations is een videospel voor diverse platforms. Het spel werd uitgebracht in 1987.

## Platforms
| Platform     | Jaar |
| ------------ | ---- |
| Apple II     | 1987 |
| Commodore 64 | 1987 |

## Ontvangst
| Beoordeeld door             | Platform     | Datum         | Score |
| --------------------------- | ------------ | ------------- | ----- |
| Happy Computer              | Commodore 64 | 1986          | 77%   |
| Computer Gaming World (CGW) | Commodore 64 | november 1992 | 50%   |
| Computer Gaming World (CGW) | Apple II     | november 1992 | 50%   |